# Камбос (Авия)
Камбос (греч. Κάμπος) — деревня в Греции. Расположена на высоте 299 м над уровнем моря, на полуострове Мани, к востоку от побережья северо-восточного угла залива Месиниакос Ионического моря, в 22 км к юго-востоку от города Каламата. Относится к общине Дитики-Мани в периферийной единице Месиния в периферии Пелопоннес. Население 372 человек по переписи 2011 года.

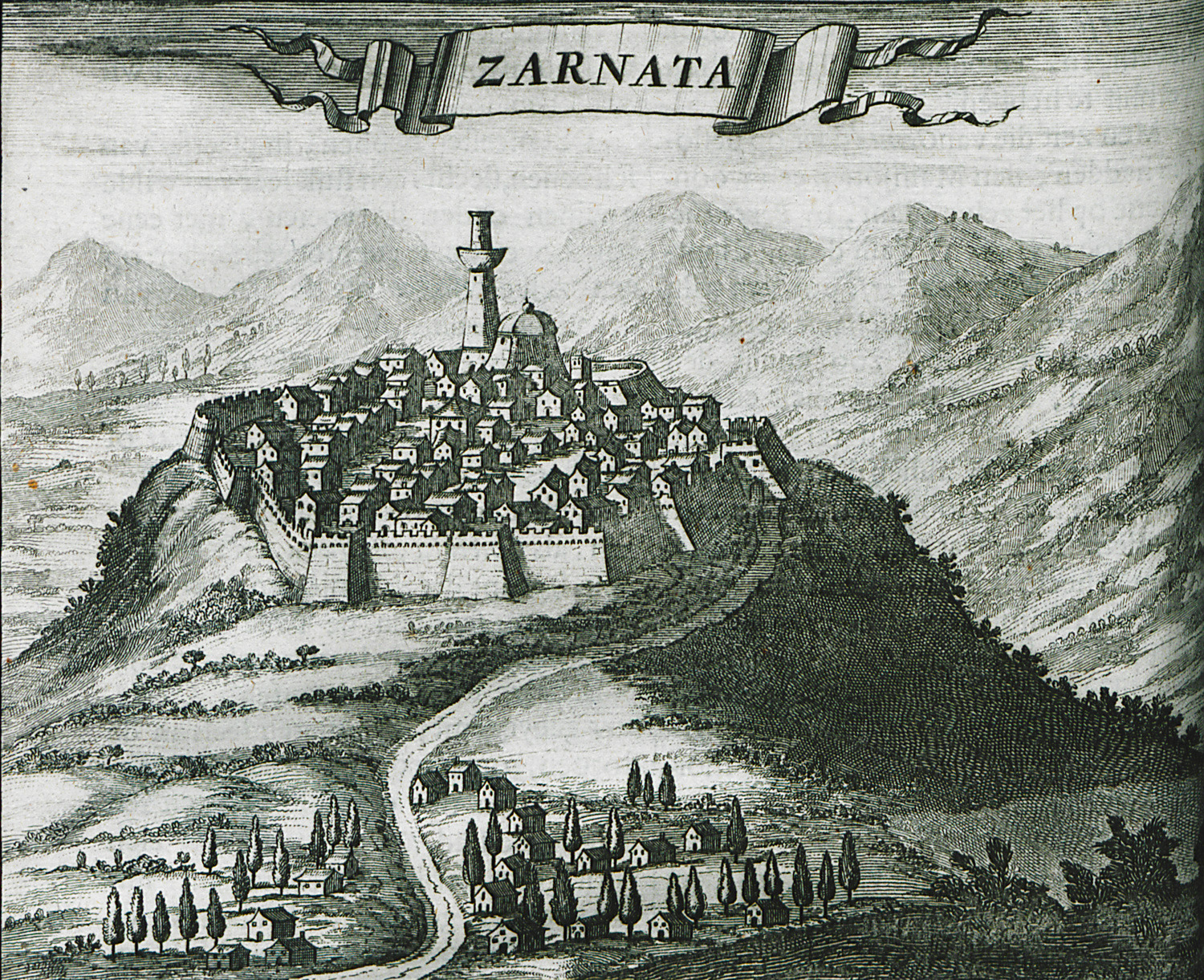
Крепость Зарната. Гравюра из книги Ольферта Даппера 1688 года

Между Камбосом и Ставропийоном находится крепость Зарната (Κάστρο Ζαρνάτας). Крепость занимала стратегическое положение, позволяла вести наблюдение за побережьем и контролировала дороги во внутренние районы Мани. В крепости сохранились руины эллинистической эпохи, которые отождествляются с акрополем древнего города Герения. Исследователи датируют крепость XV — концом XVII века. В XVIII веке в крепости построен жилой комплекс, который служил резиденцией для военачальника. Также были построены церкви: сохранившаяся крестово-купольная церковь Живоносного Источника с деревянным иконостасом и ныне разрушенная однонефная церковь Святого Николая.
В Камбосе находится дом-башня Кумундуроса (Πύργος Κουμουνδούρου), в которой родился государственный деятель XIX века, премьер-министр Александрос Кумундурос.

## Сообщество
Сообщество Камбос (Κοινότητα Κάμπου) создано в 1912 году (ΦΕΚ 261Α). В сообщество входит четыре деревни. Население 422 человек по переписи 2011 года. Площадь 11,255 квадратных километров.
| Населённый пункт | Население (2011), человек |
| ---------------- | ------------------------- |
| Камбос           | 372                       |
| Оровас           | 24                        |
| Платома          | 25                        |
| Тумбия           | 1                         |

## Население
| Год  | Население, человек |
| ---- | ------------------ |
| 1991 | 467                |
| 2001 | 467                |
| 2011 | ↘ 372              |